# Hermann Keller (Musikwissenschaftler)
Hermann Keller (* 20. November 1885 in Stuttgart; † 17. August 1967 in Freiburg im Breisgau) war ein deutscher evangelischer Kirchenmusiker und Musikwissenschaftler.

## Leben
Als Sohn eines Architekten folgte er dem Beruf seines Vaters, indem er ebenfalls Architektur in Stuttgart und München studierte. Während seines Studiums wurde er 1903 Mitglied der Stuttgarter Sängerschaft Schwaben. Max Reger, bei dem Keller Privatunterricht nahm, riet ihm jedoch dazu, die Musik zu seinem Beruf zu machen. Keller folgte diesem Rat und studierte daraufhin zusätzlich in München, Stuttgart und Leipzig Musik. Ab 1910 war er als Lehrer an der großherzoglichen Musikschule und Organist an der Stadtkirche in Weimar tätig. 1916 zog es ihn jedoch zurück in seine Heimatstadt Stuttgart, wo er als Organist der Markuskirche (1916), Dozent der Technischen Hochschule (1919), Lehrer an der Hochschule für Musik (1920) sowie als Leiter deren Abteilung für Kirchen- und Schulmusik (1928–1933) tätig war. 1924 wurde er in Tübingen zum Dr. phil. promoviert. Nach dem Zweiten Weltkrieg war er als Direktor der Musikhochschule Stuttgart (1946–1952) bedeutend an deren Wiederaufbau beteiligt. Keller starb 1967 an den Folgen eines Verkehrsunfalls.
Hermann Keller war eine der bedeutendsten Personen für die Bach-Renaissance Anfang des 20. Jahrhunderts, indem er vor allem Orgelwerke von Johann Sebastian Bach publizierte und als Dozent und Interpret nicht nur in Europa, sondern auch in den USA und Japan auftrat. Durch seine langjährige Zusammenarbeit mit der Leipziger bzw. Frankfurter Edition Peters wurde er zum Brückenbauer zwischen den beiden deutschen Nachkriegsstaaten.
Wichtige Schüler von ihm waren unter anderem Hans Grischkat, Theophil Laitenberger, Herbert Liedecke und Hans Arnold Metzger.

## Schriften
- Reger und die Orgel, 1923.

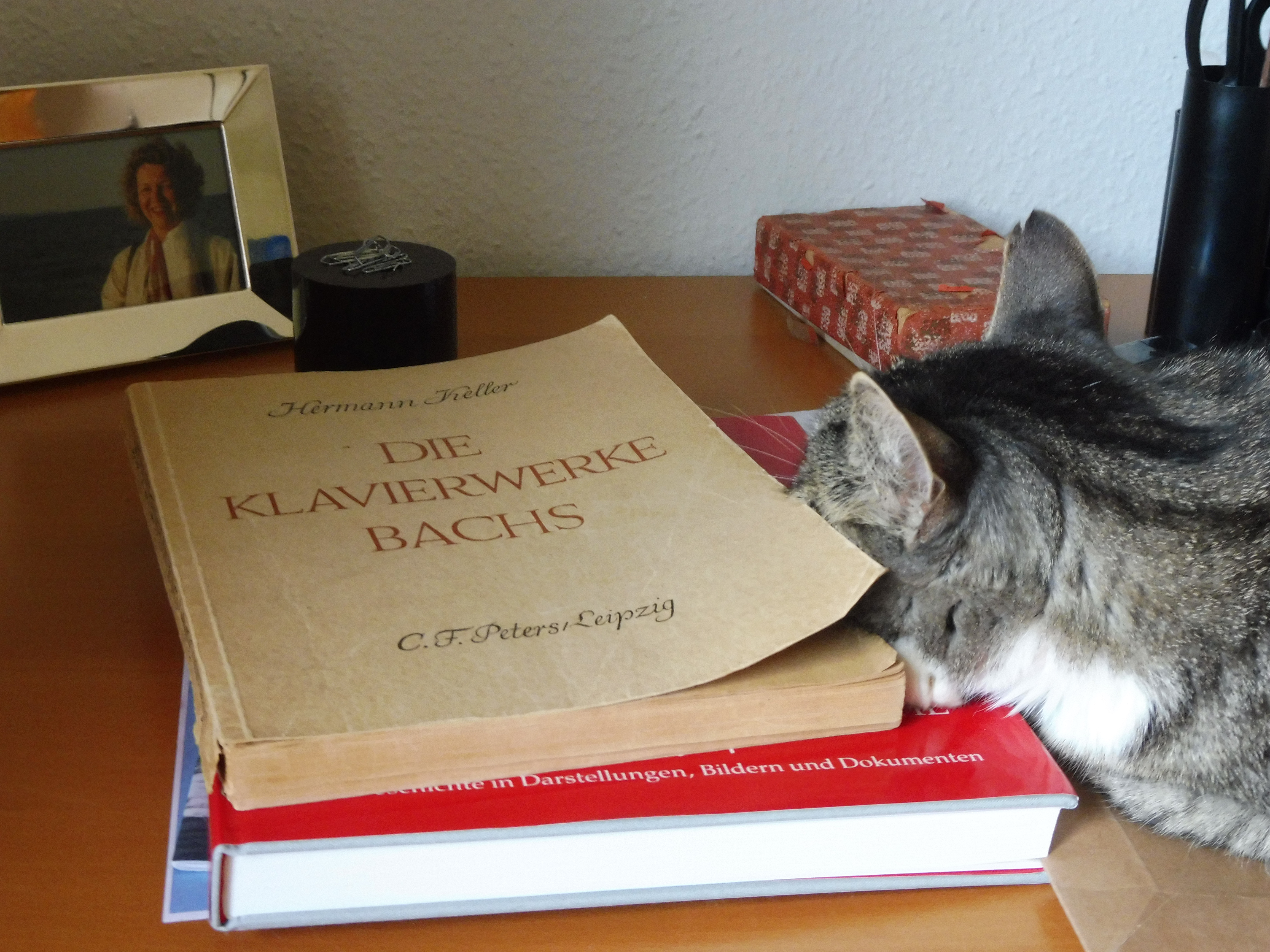
„Bachkatz im Keller“

- Die musikalische Artikulation insbesondere bei Johann Sebastian Bach. Mit 342 Notenbeispielen und einem Anhang: Versuch einer Artikulation der Fugenthemen des Wohltemperierten Klaviers und der Orgelwerke. Bärenreiter Verlag, Augsburg 1925.
- Schule des klassischen Triospiels. Bärenreiter Verlag, Kassel 1928.
- Phrasierung und Artikulation, 1955, engl. 1965.
- Schule des Generalbaßspiels. Bärenreiter Verlag, Kassel 1931; 5. Auflage 1967.
- Schule der Choral-Improvisation. Mit 121 Notenbeispielen. Peters, Leipzig 1939.
- Die Kunst des Orgelspiels. Mit 250 Notenbeispielen. Peters, Leipzig 1941.
- Die Orgelwerke Bachs. Ein Beitrag zu ihrer Geschichte, Form, Deutung und Wiedergabe. Edition Peters, Leipzig 1948. (1940 abgeschlossen)
- Die Klavierwerke Bachs. Ein Beitrag zu ihrer Geschichte, Form, Deutung und Wiedergabe. Edition Peters, Leipzig 1950.
- Domenico Scarlatti. Ein Meister des Klaviers. Edition Peters, Leipzig 1957.
- Zur Textkritik der Préludes und Études von Chopin. In: Chopin-Jahrbuch. Hrsg. von der Internationalen Chopin-Gesellschaft, Wien 1963.
- Das wohltemperierte Klavier von Johann Sebastian Bach. Werk und Wiedergabe. Bärenreiter, Kassel 1965, ISBN 3-7618-4373-9. (dtv, 1981, ISBN 3-423-04373-3)

## Ehrungen
- Verdienstorden der Bundesrepublik Deutschland, Bundesverdienstkreuz 1. Klasse (1952)